# L'Odalisque à l'esclave
L'Odalisque à l'esclave est un tableau, peint en 1839 par Jean-Auguste-Dominique Ingres à la suite d'une commande privée du mécène Charles Marcotte. Il est exposé  au Fogg Art Museum de Cambridge dans le Massachusetts
.
En 1842, Ingres en réalisa, avec la collaboration des frères Paul et Hippolyte Flandrin, alors ses élèves, une copie qui se trouve au Walters Art Museum de Baltimore
.
Elle diffère de la toile de 1839 par l'arrière-plan, peint par Paul Flandrin, représentant un jardin inspiré du parc du château de Dampierre.